# Kallio (ö i Lappland, Kemi-Torneå, lat 65,65, long 24,55)
Kallio är en ö i Finland. Den ligger i Bottenviken och i kommunen Kemi i den ekonomiska regionen  Kemi-Torneå i landskapet Lappland, i den norra delen av landet. Ön ligger omkring 110 kilometer sydväst om Rovaniemi och omkring 610 kilometer norr om Helsingfors.
Öns area är 8,3 hektar och dess största längd är 0,5 kilometer i nord-sydlig riktning.